# Ždrelo (Đakovica)
Pour l’article homonyme, voir Ždrelo.
Zhdredhë en albanais et Ždrelo en serbe latin (en serbe cyrillique : Ждрело) est une localité du Kosovo située dans la commune/municipalité de Gjakovë/Đakovica, district de Gjakovë/Đakovica (Kosovo) ou de Pejë/Peć (Serbie). Selon le recensement kosovar de 2011, elle compte 283 habitants, tous albanais.
Le village est également connu sous le nom albanais de Zhdrellë.

## Histoire
Sur le territoire du village, se trouve un cimetière médiéval, proposé pour une inscription sur la liste des monuments culturels du Kosovo.

## Démographie

### Évolution historique de la population dans la localité
| 1948 | 1953 | 1961 | 1971 | 1981 | 1991 | 2011 |
| ---- | ---- | ---- | ---- | ---- | ---- | ---- |
| 157  | 163  | 181  | 242  | 294  | 464  | 283  |

|  |